# American Crime (série télévisée)
Pour les articles homonymes, voir American Crime.
American Crime ou Chroniques du crime américain au Québec est une série télévisée américaine en 29 épisodes de 42 minutes créée par John Ridley diffusée du 5 mars 2015 au 30 avril 2017 sur le réseau ABC. La première saison a été diffusée en simultané sur le réseau CTV au Canada.
En France et en Suisse, elle a été diffusée en version originale sous titrée du 10 mars 2015 au 2 mai 2017 sur Canal+ Séries et en version française du 3 juin 2015 au 6 septembre 2017 sur cette même chaîne. En Belgique et au Luxembourg, du 27 août 2015 au 7 octobre 2017 sur BeTV, et au Québec depuis le 8 juin 2017 à Télé-Québec.

## Synopsis
American Crime est une série en anthologie, construite en saisons indépendantes. Cependant, on retrouve la plupart des acteurs dans chaque saison. La série se concentre sur un crime ainsi que les suites qui en découlent, principalement à travers le point de vue des victimes et des familles des suspects.

### Saison 1:American Crime
La première saison démarre sur le meurtre de Matt Skokie, un vétéran et du viol de sa femme qui est laissée pour morte dans la petite ville de Modesto en Californie.
Les autorités contactent par la suite Russ Skokie (Timothy Hutton), le père de la victime afin d'identifier le corps de ce dernier. Il est rapidement rejoint par Barb (Felicity Huffman), son ex-femme qu'il n'a pas vue depuis des années et avec qui il entretient une relation particulièrement chaotique.
Alors que le coupable pourrait se révéler être d'origine hispanique, peut-être noir, des tensions sociales et raciales s'instaurent en ville et des conflits intimes viennent obscurcir davantage le tableau de ce crime pourtant si commun.

### Saison 2:American Crime
À Indianapolis, en Indiana, Anne Blaine (Lili Taylor), une mère issue d'un milieu modeste est convoquée par l'établissement scolaire de son fils, dirigé d'une main de fer par Leslie Graham (Felicity Huffman). On lui apprend que son fils Taylor (Connor Jessup) est temporairement exclu du lycée pour des photos sur lesquelles il apparaît visiblement ivre et partiellement dénudé lors d'une fête organisée par le capitaine de l'équipe de basket de son lycée, coaché par Dan Sullivan (Timothy Hutton).
Dans un premier temps muet, Taylor finit par confier à sa mère qu'il a été drogué et violé par un des membres de l'équipe. Face à ses vaines tentatives de faire réagir cet établissement huppé, dont le système de financement pourrait être affecté par un tel scandale, Anne décide de porter plainte...

### Saison 3:American Crime
À Alamance County, en Caroline du Nord, Luis Salazar (Benito Martinez) voyage illégalement depuis Mexico à la recherche de son fils disparu. Il est rapidement confronté à l’esclavage moderne en intégrant une exploitation agricole, dernier lieu connu où son fils a été vu. Cette même exploitation est gérée par la famille Hesby qui, afin de surmonter une énorme pression financière, cherche à embaucher des ouvriers à bas prix. Quand un groupe de travailleurs meurent brûlés vifs dans leur caravanes, Jeannette (Felicity Huffman), la femme d'un des entrepreneurs, se retrouve face à une décision morale difficile.
Parallèlement en ville, Kimara Walters (Regina King), une travailleuse sociale qui cherche à avoir un enfant, prend en charge Shae Reese, une jeune prostituée de 17 ans qui travaille dans un réseau de prostitution de mineurs...

## Distribution

### Acteurs
Liste des acteurs apparaissant dans plusieurs saisons
| Acteur / Actrice | Personnages                 | Personnages           | Personnages     | Personnages           |
| Acteur / Actrice | Saison 1                    | Saison 2              | Saison 3        | VF                    |
| ---------------- | --------------------------- | --------------------- | --------------- | --------------------- |
| Felicity Huffman | Barb Hanlon                 | Leslie Graham         | Jeanette Hesby  | Danièle Douet         |
| Timothy Hutton   | Russ Skokie                 | Dan Sullivan          | Nicholas Coates | Jean-François Aupied  |
| Richard Cabral   | Hector Hontz                | Sebastian De La Torre | Isaac Castillo  | Jérémy Prévost        |
| Benito Martinez  | Alonzo Gutiérrez            | Dominic Calderon      | Luis Salazar    | Stéphane Bazin        |
| Elvis Nolasco    | Carter Nix                  | Chris Dixon           |                 | Jean-Baptiste Anoumon |
| Regina King      | Aliyah Shadeed / Doreen Nix | Terri LaCroix         | Kimara Walters  | Mbembo                |
| Lili Taylor      | Nancy Straumberg            | Anne Blaine           | Clair Coates    | Anne Dolan            |
| Brent Anderson   | Détective Chuck Palmer      | Curt Tanner           |                 | Lionel Tua            |
| Rey Hennera      | Hayes                       | Docteur Esposito      |                 | Inconnu               |
| Connor Jessup    |                             | Taylor Blaine         | Coy Henson      | Clément Moreau        |
| Emily Bergl      |                             | Lilah Tanner          | La Juge         | Christiane Ludot      |

- Principal(e)
- Récurrent(e)
- Invité(e)
- Invité(e) spécial(e)
- Absent(e)

### Première saison (2015)

#### Acteurs principaux
- Felicity Huffman (VF : Danièle Douet) : Barbara « Barb » Hanlon, la mère de la victime et l'ex-femme de Russ
- Timothy Hutton (VF : Jean-François Aupied) : Russ Skokie, le père de la victime et l'ex-mari de Barb, il a un passé chaotique.
- W. Earl Brown (VF : Michel Papineschi) : Tom Carlin, le père de Gwen, la femme de la victime qui est dans le coma depuis l'incident.
- Richard Cabral (VF : Jérémy Prévost) : Hector Tontz, un trafiquant de drogue mexicain.
- Caitlin Gerard (VF : Sandra Valentin) : Aubry Taylor, une junkie américaine en couple avec Carter.
- Benito Martinez (VF : Stéphane Bazin) : Alonzo Gutiérrez, le père de Tony.
- Penelope Ann Miller (VF : Ariane Deviègue) : Eve Carlin, la femme de Tom et la mère de Gwen, la femme de la victime.
- Elvis Nolasco (VF : Jean-Baptiste Anoumon) : Carter Nix, l'accusé, il est en couple avec Aubry et est accro aux drogues.
- Johnny Ortiz (VF : Hugo Brunswick) : Tony Gutiérrez, un adolescent d'origine mexicaine qui se retrouve accidentellement accusé de complicité de meurtre.
- Regina King (VF : Mbembo) : Aliyah Shadeed, la sœur de Carter qui est convertie à l'Islam.
- Lili Taylor (VF : Anne Dolan) : Nancy Straumberg

#### Acteurs récurrents
- Gleendilys Inoa (VF : Jessica Monceau) : Jenny Gutiérrez, la fille d'Alonzo et la sœur ainée de Tony.
- Garrett Graham : Brian Taylor, le père d'Aubry
- Julian Works : Edgar
- David Hoflin (en) (VF : Sébastien Desjours) : Mark Skokie, le fils de Barb et Russ et le frère cadet de Matt.
- Gwendoline Yeo (VF : Yumi Fujimori) : Richelle, fiancée de Mark Skokie qui est d'origine asiatique.
- Brent Anderson (VF : Lionel Tua) : Détective Chuck Palmer, l'officier chargé de l'enquête.
- Rey Herrera : Hayes

### Deuxième saison (2016)

#### Acteurs principaux
- Felicity Huffman (VF : Danièle Douet) : Leslie Graham, directrice de lycée privée
- Timothy Hutton (VF : Jean-François Aupied) : Dan Sullivan, coach de basketball du lycée
- Lili Taylor (VF : Anne Dolan) : Anne Blaine, mère de Taylor
- Elvis Nolasco (VF : Jean-Baptiste Anoumon) : Chris Dixon, directeur du lycée public
- Trevor Jackson (VF : Jean-Michel Vaubien) : Kevin LaCroix, élève d'une école privée
- Connor Jessup (VF : Clément Moreau) : Taylor Blaine, victime de l’agression sexuelle
- Joey Pollari (VF : Thierry D'Armor) : Eric Tanner, joueur de basketball
- Angelique Rivera (VF : Kaycie Chase) : Evy Dominguez, la seule témoin de l'agression
- Regina King (VF : Mbembo) : Terri LaCroix, la strict mère de Kevin

#### Acteurs récurrents
- André Benjamin (VF : Bruno Dubernat) : Michael LaCroix, le père d'un des adolescents accusés
- Hope Davis (VF : Ivana Coppola) : Steph Sullivan, la femme de Dan
- Faran Tahir (VF : Michel Vigné) : Rhys Bashir
- Lynn Blackburn (VF : Anne Tilloy) : Cammy Ross
- Taylor John Smith (VF : Nicolas Duquenoy) : Luke, un ancien amant de Taylor
- Brent Anderson (VF : Lionel Tua) : Curt Tanner, le père d'Eric qui se retrouve vite dépassé par la situation
- Andre Williams (VF : Martin Faliu) : LeSean
- Constance Jones : Dr Lewis
- Emily Bergl (VF : Christiane Ludot) : Lilah Tanner, la mère d'Eric qui ira jusqu'à renier ce dernier
- Merrilee McCommas (VF : Josy Bernard) : Grace
- Michael Seitz (VF : Benjamin Gasquet) : Wes
- Quetta Carpenter : Marckel
- Sky Van Vliet (VF : Alexia Papineschi) : Becca Sullivan, la fille de Dan
- Ty Doran (VF : Gabriel Bismuth-Bienaimé) : Peter Tanner, le frère cadet d'Eric
- Rey Herrera : Dr Esposito

### Troisième saison (2017)

#### Acteurs principaux
- Regina King (VF : M'Bembo) : Kimara Walters, une travailleuse sociale
- Felicity Huffman (VF : Danièle Douet) : Jeanette Hesby, une femme au foyer mariée à un riche entrepreneur
- Timothy Hutton (VF : Jean-François Aupied) : Nicholas Coates, le patron d'une entreprise de mobilier en faillite
- Lili Taylor (VF : Anne Dolan) : Clair Coates, la femme de Nicholas qui a des relations très tendues avec ce dernier
- Connor Jessup (VF : Clément Moreau) : Coy Henson, un jeune américain accro aux drogues
- Richard Cabral (VF : Jérémy Prévost) : Isaac Castillo, un chef d'équipe de la ferme tenue par la famille Hesby
- Benito Martinez (VF : Stéphane Bazin) : Luis Salazar, un immigré mexicain à la recherche de son fils disparu
- Mickaelle X. Bizet (VF : Ethel Houbiers) : Gabrielle Durand - la nourrice du fils de Nicolas et Clair Coaste

#### Acteurs récurrents
- Ana Mulvoy Ten : Shae Reese, une jeune prostituée de 17 ans
- Sandra Oh (VF : Yumi Fujimori) : Abby Tanaka, une travailleuse sociale
- Cherry Jones : Laurie Ann Hesby, matriarche d’une grande famille d’agriculteurs
- Tim DeKay (VF : Pierre Tessier) : JD Hesby, le frère de Laurie Ann et Carson
- Janel Moloney : Raelyn, la sœur cadette de Jeanette qui élève seule ses deux filles
- Dallas Roberts (VF : Tanguy Goasdoué) : Carson Hesby, le mari de Jeanette
- Josh Drennen : Flemming
- Colby French : Wilkens
- Sean Blakemore (en) : Reggie Pollard
- Lombardo Boyar : Rodrigo
- S. Zylan Brooks : ADA Amanda McKay
- Nina Siemaszko : Laura

Version française
- Société de doublage : Dubbing Brothers[10]
- Directeur Artistique: Hervé Bellon

 Source et légende : version française (VF) sur RS Doublage et DSD

## Production

### Développement
Le 24 octobre 2013, ABC a commencé le développement du projet de la série, avant de donner officiellement, le 14 janvier 2014, le feu vert concernant le tournage du pilote d'American Crime,.
Le 8 mai 2014, le réseau ABC annonce officiellement, après le visionnage du pilote, la commande du projet de série,.
Le 19 novembre 2014, ABC annonce la date de diffusion de la série au 5 mars 2015,.
Le 7 mai 2015, ABC renouvelle la série pour une deuxième saison. Celle-ci aura pour thème l'orientation sexuelle et les différences de classe sociales.
Le 12 mai 2016, ABC annonce le renouvellement de la série pour une troisième saison. Il est plus tard annoncé que cette saison traitera de l'esclavage moderne.
Le 10 janvier 2017, le réseau ABC annonce la date de lancement de la troisième saison au 12 mars 2017,. En avril 2017, malgré de mauvaises audiences mais un accueil élogieux de la part des critiques la chaîne envisage un temps de renouveler la série pour une quatrième saison de six épisodes centrée sur les conditions de la femme dans le monde du travail ainsi que sur les injustices qu'elles y subissent.
Le 11 mai 2017, ABC annonce finalement l'annulation de la série.

### Casting
Les rôles de la première saison ont été attribués dans cet ordre : Elvis Nolasco, Caitlin Gerard, Richard Cabral, Johnny Ortiz, Benito Martinez, W. Earl Brown, Penelope Ann Miller, Timothy Hutton, Felicity Huffman, David Hoflin et Julian Works.
Parmi les autres acteurs récurrents et invités de la première saison : Regina King, dans le rôle d'une sœur musulmane et Lili Taylor dans le rôle de Nancy.
Le 14 mai 2015, il est révélé que Timothy Hutton et Felicity Huffman seront de retour lors de la deuxième saison, dans des rôles différents,.
Le 22 juin 2015, il est annoncé qu'Elvis Nolasco et Richard Cabral seront aussi de retour.
En juin 2016, Regina King confirme son retour dans la distribution de la troisième saison suivie par Felicity Huffman.
En juillet 2016, Richard Cabral et Timothy Hutton rejoint la distribution de la nouvelle saison.
En août 2016, ce sont Lili Taylor, Connor Jessup et Benito Martinez qui confirment leur participation à la saison 3.
En septembre 2016, Cherry Jones obtient le rôle d'une matriarche d’une grande famille d’agriculteurs et Sandra Oh, connue pour son rôle de Christina Yang dans Grey's Anatomy est annoncée dans la distribution du troisième volet de la série, dans le rôle d'Abby Tanaka, une travailleuse sociale.
En octobre 2016, Janel Moloney est annoncée dans le rôle de Raelyn, une mère célibataire.

### Tournage
L'épisode pilote a été tourné à Austin au Texas et le reste à Los Angeles en Californie .

### Fiche technique
- Titre : American Crime
- Création : John Ridley
- Pays d'origine :  États-Unis
- Genre : drame ; policier ; judiciaire

### Diffusion internationale
- En version originale
 États-Unis : 5 mars 2015 sur ABC
 Canada : 5 mars 2015 sur CTV
En version française
 France,  Suisse : 3 juin 2015 sur Canal+ Séries
 Belgique : 27 août 2015 sur BeTV

## Épisodes

### Première saison (2015)
1. Meurtre à Modesto (Episode One)
2. Oakland (Episode Two)
3. Les Uns contre les autres (Episode Three)
4. La Robe Bleue (Episode Four)
5. Mauvais plan (Episode Five)
6. Rien de gratuit (Episode Six)
7. De fil en aiguille (Episode Seven)
8. Négociations (Episode Eight)
9. Réparation (Episode Nine)
10. Lâcher prise (Episode Ten)
11. Justice pour tous (Episode Eleven)

### Deuxième saison (2016)
Elle a été diffusée du 6 janvier au 9 mars 2016 durant la pause hivernale de Nashville.
1. L'Aveu (Episode One)
2. Seule contre tous (Episode Two)
3. Les Préjugés (Episode Three)
4. Chacun pour soi (Episode Four)
5. Parlons ouvertement (Episode Five)
6. Affronter la réalité (Episode Six)
7. La Liste (Episode Seven)
8. Transition (Episode Eight)
9. Coupable ou responsable (Episode Nine)
10. La Vérité (Episode Ten)

### Troisième saison (2017)
Composée de huit épisodes, elle a été diffusée du 12 mars au 30 avril 2017.
1. À moindre coût (Episode One)
2. Chacun sa place (Episode Two)
3. Réévaluation (Episode Three)
4. Bienvenue Gabriella (Episode Four)
5. Chemin de croix (Episode Five)
6. Le Mépris (Episode Six)
7. Le Test (Episode Seven)
8. Justice pour tous (Episode Eight)

## Accueil

### Aux États-Unis
Le jeudi 5 mars 2015, ABC diffuse l'épisode pilote qui réalise une audience de 8,37 millions de téléspectateurs avec un taux de 2,0 % sur les 18-49 ans, qui est la tranche d'âge ciblée par les annonceurs, soit un lancement correct. La saison 1 est créditée de 84 % d'opinions positives sur Metacritic tandis que Rotten Tomatoes lui attribue un score de 95 % avec ce consensus critique : « Représentation à vif et sensible de différents personnages plongés dans une extrême douleur, mêlant des histoires effrayantes et une attitude courageuse font d'American Crime une série incontournable. » Le critique de Deadline.com, Dominic Patten, a déclaré dans son avis que « La série, malgré ses onze épisodes, plante un drapeau retentissant et annonce au câble qu'ils n'ont pas le monopole des drames poignants du petit écran ». Le critique Ed Bark a salué la performance de Felicity Huffman, affirmant qu'elle serait la favorite pour gagner aux Emmy Awards.
La deuxième saison a reçu des critiques encore plus élogieuses. Rotten Tomatoes lui accorde 97 % de satisfaction basée sur 35 critiques avec un score moyen de 8,34 sur 10. Le critique du site ajoute que « L'intense seconde saison d’American Crime intègre une histoire complexe et topique avec une émotion authentique qui permet à son arc narratif de patiemment se développer sans sacrifier aucun élan ». Sur Metacritic, la saison obtient un score de 85 sur 100 basé sur 26 critiques. Côté audience, la saison démarre avec un score raisonnable de 4,74 millions de téléspectateurs. La saison 2 aura rassemblé 3,70 millions de téléspectateurs en moyenne. Un score jugé faible par la chaine qui renouvellera la série de justesse pour une troisième saison.
La troisième saison a reçu une acclamation encore plus élevée que ses deux premières saisons. Chez Rotten Tomatoes, elle obtient un score de 100 %, basé sur 27 critiques avec un score moyen de 8,9 sur 10. Le consensus critique du site ajoute qu'« American Crime offre une série d'anthologie unique remplie de révélations surprenantes et de récits interconnectés convaincants. Le show préfère opter pour des commentaires émotionnellement humains et originaux plutôt que sur les arguments fatigués et répétitifs en rapport aux événements actuels ». Metacritic lui accorde un score de 90 sur 100, basé sur 26 critiques, indiquant une " acclamation universelle ". Verne Gay of Newsday la décrit comme « Une autre saison brillante, puissante et émouvante de l'un des meilleurs shows de la télévision ». Cependant la saison s'avère être un vrai échec au niveau des audiences puisqu'elle n'aura réunit que 1,91 million de téléspectateurs en moyenne.
| Saison | Nombre d'épisodes | Jour et heure de diffusion | Diffusion originale sur ABC | Diffusion originale sur ABC | Année | Audience moyenne (en millions) | Audience moyenne (en millions) | Audience moyenne (en millions) |
| Saison | Nombre d'épisodes | Jour et heure de diffusion | Début de saison             | Fin de saison               | Année | Première                       | Finale                         | Moyenne                        |
| ------ | ----------------- | -------------------------- | --------------------------- | --------------------------- | ----- | ------------------------------ | ------------------------------ | ------------------------------ |
| 1      | 11                | Jeudi 22 h                 | 5 mars 2015                 | 14 mai 2015                 | 2015  | 8.37                           | 4.21                           | 4.97                           |
| 2      | 10                | Mercredi 22 h              | 6 janvier 2016              | 9 mars 2016                 | 2016  | 4.74                           | 3.70                           | 3.71                           |
| 3      | 8                 | Dimanche 22 h              | 12 mars 2017                | 30 avril 2017               | 2017  | 2.67                           | 2.00                           | 1.91                           |

### En France
Pour Télérama John Ridley « veut avant tout mettre en scène l'impact des a priori et des racismes sur la machine judiciaire et sur la société américaine, raconter un pays où le dialogue entre communautés ne s'instaure qu'en temps de crise. » Pour L'Express le pilote est « le meilleur du polar anglais avec l'efficacité narrative américaine. »

## Nominations et récompenses
| Cérémonie                                                                                              | Catégorie                                                                                                  | Nommé | Résultat   |
| --- | --- | --- | ---------- |
| Saison 1                                                                                               | | |            |
| 5e cérémonie des Critics' Choice Television Awards                                                     | Critics' Choice Television Award de la meilleure mini-série ou du meilleur téléfilm                        | American Crime | Nomination |
| 5e cérémonie des Critics' Choice Television Awards                                                     | Critics' Choice Television Award de la meilleure actrice dans une mini-série ou un téléfilm                | Felicity Huffman | Nomination |
| 5e cérémonie des Critics' Choice Television Awards                                                     | Critics' Choice Television Award du meilleur acteur dans un second-rôle dans une mini-série ou un téléfilm | Elvis Nolasco | Nomination |
| 67e cérémonie des Primetime Emmy Awards                                                                | Primetime Emmy Award de la meilleure mini-série ou du meilleur téléfilm                                    | American Crime | Nomination |
| 67e cérémonie des Primetime Emmy Awards                                                                | Primetime Emmy Award du meilleur acteur dans une mini-série ou un téléfilm                                 | Timothy Hutton | Nomination |
| 67e cérémonie des Primetime Emmy Awards                                                                | Primetime Emmy Award de la meilleure actrice dans une mini-série ou un téléfilm                            | Felicity Huffman | Nomination |
| 67e cérémonie des Primetime Emmy Awards                                                                | Primetime Emmy Award du meilleur acteur dans un second rôle dans une mini-série ou un téléfilm             | Richard Cabral (Épisode: "Justice pour tous") | Nomination |
| 67e cérémonie des Primetime Emmy Awards                                                                | Primetime Emmy Award de la meilleure actrice dans un second rôle dans une mini-série ou un téléfilm        | Regina King (Épisode: "La robe bleue") | Lauréat    |
| 67e cérémonie des Primetime Emmy Awards                                                                | Primetime Emmy Award du meilleur scénario pour une mini-série ou un téléfilm                               | John Ridley (Épisode: "Meurtre à Modesto") | Nomination |
| 67e cérémonie des Primetime Emmy Awards                                                                | Meilleur casting dans une mini-série ou un téléfilm                                                        | Kim Coleman and Beth Sepko Lindsay | Nomination |
| 67e cérémonie des Primetime Emmy Awards                                                                | Édition d'image unique exceptionnelle pour une série limitée ou un film                                    | Luyen Vu (Épisode: "Meurtre à Modesto") | Nomination |
| 67e cérémonie des Primetime Emmy Awards                                                                | Primetime Emmy Award du meilleur montage son dans une mini-série ou un téléfilm                            | Gregg Barbanell, Catherine Harper, Walter Newman, Pete Reynolds, Louie Schultz, Darleen Stoker, Bruce Tanis and Kenneth Young (Épisode: "Episode One")              | Nomination |
| 67e cérémonie des Primetime Emmy Awards                                                                | Primentime Emmy Award du meilleur mixage son dans une mini-série ou un téléfilm                            | Ryan Davis, Ben Lowry and Rick Norman (Épisode: "Episode Eleven")                                                                                                   | Nomination |
| 20e cérémonie des Satellite Awards                                                                     | Satellite Award de la meilleure mini-série ou du meilleur téléfilm                                         | American Crime | Nomination |
| 20e cérémonie des Satellite Awards                                                                     | Satellite Award du meilleur acteur dans une mini-série ou un téléfilm                                      | Timothy Hutton | Nomination |
| 20e cérémonie des Satellite Awards                                                                     | Satellite Award de la meilleure actrice dans une mini-série ou un téléfilm                                 | Felicity Huffman | Nomination |
| 20e cérémonie des Satellite Awards                                                                     | Satellite Award du meilleur acteur dans un second rôle dans une série télévisée                            | Elvis Nolasco | Nomination |
| 20e cérémonie des Satellite Awards                                                                     | Satellite Award de la meilleure actrice dans un second rôle dans une série télévisée                       | Regina King | Nomination |
| 20e cérémonie des Satellite Awards                                                                     | Satellite Award du meilleur casting dans une série dramatique                                              | Felicity Huffman, Timothy Hutton, W. Earl Brown, Regina King, Richard Cabral, Caitlin Gerard, Benito Martinez, Penelope Ann Miller, Elvis Nolasco, and Johnny Ortiz | Lauréat    |
| 47th NAACP Image Awards                                                                                | NAACP Image Award de la meilleure mini-série ou téléfilm                                                   | American Crime | Nomination |
| 47th NAACP Image Awards                                                                                | NAACP Image Award de la meilleure actrice dans un second-rôle dans une mini-série ou un téléfilm           | Regina King | Lauréat    |
| 47th NAACP Image Awards                                                                                | Meilleur réalisateur dans une série dramatique                                                             | John Ridley (Épisode: "Meurtre à Modesto") | Lauréat    |
| 47th NAACP Image Awards                                                                                | Meilleur réalisateur dans une série dramatique                                                             | Millicent Shelton (Épisode: "Justice pour tous") | Nomination |
| 47th NAACP Image Awards                                                                                | Meilleur scénariste dans une série dramatique                                                              | John Ridley (Épisode: "Meurtre à Modesto") | Nomination |
| 73e cérémonie des Golden Globes                                                                        | | |            |
| Golden Globe de la meilleure mini-série ou du meilleur téléfilm                                        | American Crime                                                                                             | Nomination |            |
| Golden Globe de la meilleure actrice dans une mini-série ou un téléfilm                                | Felicity Huffman                                                                                           | Nomination |            |
| Golden Globe de la meilleure actrice dans un second rôle dans une série, une mini-série ou un téléfilm | Regina King                                                                                                | Nomination |            |
| Saison 2                                                                                               | | |            |
| 68e cérémonie des Primetime Emmy Awards                                                                | Meilleure mini-série ou téléfilm                                                                           | American Crime | Nomination |
| 68e cérémonie des Primetime Emmy Awards                                                                | Meilleure actrice dans une mini-série ou un téléfilm                                                       | Felicity Huffman | Nomination |
| 68e cérémonie des Primetime Emmy Awards                                                                | Meilleure actrice dans une mini-série ou un téléfilm                                                       | Lili Taylor | Nomination |
| 68e cérémonie des Primetime Emmy Awards                                                                | Meilleure actrice dans un second-rôle dans une mini-série ou un téléfilm                                   | Regina King (Épisode: "Transition") | Lauréat    |
| 7e cérémonie des Critics' Choice Television Awards                                                     | Meilleure actrice dans une mini-série ou un téléfilm                                                       | Felicity Huffman | Nomination |
| 7e cérémonie des Critics' Choice Television Awards                                                     | Meilleure actrice dans une mini-série ou un téléfilm                                                       | Lili Taylor | Nomination |
| 7e cérémonie des Critics' Choice Television Awards                                                     | Meilleure actrice dans un second-rôle dans une mini-série ou un téléfilm                                   | Regina King | Lauréat    |
| 74e cérémonie des Golden Globes                                                                        | Meilleure mini-série ou téléfilm                                                                           | American Crime | Nomination |
| 74e cérémonie des Golden Globes                                                                        | Meilleure actrice dans une mini-série ou un téléfilm                                                       | Felicity Huffman | Nomination |
| 23e cérémonie des Screen Actors Guild Awards                                                           | Screen Actors Guild Award de la meilleure actrice dans une mini-série ou un téléfilm                       | Felicity Huffman | Nomination |
| 69e cérémonie des Writers Guild of America Awards                                                      | Writers Guild of America Award du meilleur scénario original dans une mini-série ou un téléfilm            | Julie Hébert, Sonay Hoffman, Keith Huff, Stacy A. Littlejohn, Kirk A. Moore, Davy Perez, Diana Son                                                                  | Nomination |
| Saison 3                                                                                               | | |            |
| 69e cérémonie des Primetime Emmy Awards                                                                | Meilleure actrice dans une mini-série ou un téléfilm                                                       | Felicity Huffman | Nomination |
| 69e cérémonie des Primetime Emmy Awards                                                                | Meilleure actrice dans un second-rôle dans une mini-série ou un téléfilm                                   | Regina King | Nomination |